# Tamarindito
Tamarindito es un yacimiento arqueológico maya ubicado en el departamento del Petén, en Guatemala. La ciudad maya emplazada en lo que hoy se conoce como Tamarindito, fue la capital de la región de Petexbatún en el suroeste del Petén durante el periodo clásico temprano. Fue más tarde reemplazada como capital regional por la ciudad de Dos Pilas. En el siglo VIII Tamarindito derrocó a su Señor (cacique). Después de la destrucción de Dos Pilas, la región se sumió en el caos y sufrió un proceso de despoblamiento. La ciudad fue abandonada en el siglo IX d. C.
Tamarindito ocupó el tercer lugar en tamaño de las ciudades de la región de Petexbatún. El sitio fue uno de los establecidos de manera más temprana en el área del río La Pasión, junto con Altar de Sacrificios y Tres Islas. Tamarindito fue el primer sitio en obtener el derecho de utilizar su propio glifo-emblema que se usó como marca de prestigio en las prácticas comerciales entre los mayas y entre estos y otros pueblos de Mesoamérica.
Se han hecho excavaciones arqueológicas encontrándose una tumba real que corresponde al periodo del clásico tardío. A pesar de que los vestigios se encontraban dañados por el colapso de una estructura sobre el enterramiento, pudieron ser rescatados algunos vestigios que son considerados como las ofrendas más ricas de la región de Petexbatún.